# Deretaphrus
Deretaphrus is een geslacht van kevers uit de familie knotshoutkevers (Bothrideridae). De wetenschappelijke naam van de soort werd in 1842 gepubliceerd door Edward Newman, die beschikte over enkele insecten verzameld in Port Phillip in Victoria (Australië).
De larven van deze kevers zijn ectoparasieten van in hout borende insecten, vooral kevers uit de families boktorren (Cerambycidae) en prachtkevers (Buprestidae), en kunnen mogelijk ingezet worden voor de biologische bestrijding van schadelijke soorten. In het laatste stadium maken de larven een zijden cocon naast of in de onmiddellijke nabijheid van de gastheer, waarin ze vervellen tot volwassenheid.

## Soorten
Nathan P. Lord en Joseph V. McHugh publiceerden in 2013 een taxonomische revisie van dit geslacht. Zij onderscheidden 25 soorten, waarvan 22 uit Australië, waar Deretaphrus vrij algemeen voorkomt. Andere soorten zijn aangetroffen in Nieuw-Caledonië (D. interruptus), Bolivië (D. boliviensis) en het noordwesten van de Verenigde Staten, aan de westkant van de Rocky Mountains (D. oregonensis):
- Deretaphrus aequaliceps Blackburn, 1903
- Deretaphrus alveolatus Carter en Zeck, 1937
- Deretaphrus analis Lea, 1898
- Deretaphrus antennatus Lord en McHugh, 2013
- Deretaphrus boliviensis Lord en McHugh, 2013
- Deretaphrus bucculentus Elston, 1923
- Deretaphrus carinatus Lord en McHugh, 2013
- Deretaphrus erichsoni Newman in Wollaston en Newman, 1855
  - = Deretaphrus granulipennis Reitter, 1877
- Deretaphrus fossus Newman, 1842
  - = Deretaphrus cordicollis Blackburn, 1903
- Deretaphrus gracilis Blackburn, 1903
- Deretaphrus hoplites Lord en McHugh, 2013
- Deretaphrus ignarus Pascoe, 1862
  - = Deretaphrus pascoei Macleay, 1871
- Deretaphrus incultus Carter en Zeck, 1937
- Deretaphrus interruptus Grouvelle, 1903
- Deretaphrus iridescens Blackburn, 1903
- Deretaphrus lateropunctatus Lord en McHugh, 2013
- Deretaphrus ocularis Lord en McHugh, 2013
- Deretaphrus oregonensis Horn, 1873
- Deretaphrus parviceps Lea, 1898
- Deretaphrus piceus (Germar, 1848)
  - = Deretaphrus bakewellii Pascoe, 1862
  - = Deretaphrus thoracicus Blackburn, 1903
- Deretaphrus puncticollis Lea, 1898
- Deretaphrus rodmani Lord en McHugh, 2013
- Deretaphrus viduatus Pascoe, 1862
  - = Deretaphrus colydioides Pascoe, 1862
  - = Deretaphrus cribriceps Blackburn, 1903
  - = Deretaphrus popularis Blackburn, 1903
  - = Deretaphrus sparsiceps Blackburn, 1903
- Deretaphrus wollastoni Newman in Wollaston en Newman, 1855
- Deretaphrus xanthorrhoeae Lea, 1898